# Toponymie von Tournai
Die Toponymie von Tournai befasst sich mit dem Studium der Entwicklung und der Deutung der Etymologie bzw. der Toponomastik des Ortsnamens „Tournai“.
Aufgrund seiner Beständigkeit entwickelt sich ein Ortsname im Laufe der Zeit des Ortes, den er beschreibt und passt sich dabei entsprechend der Veränderung der Bevölkerung, der Sprache oder seiner Herrschaft an. Tournai ist heute eine Stadt in Belgien in der Provinz Hennegau und über 2.000 Jahre alt. Dieses Toponym hat daher im Laufe der Jahrhunderte viele orthographische Änderungen erfahren und seine Herkunft war Gegenstand verschiedener etymologischer Untersuchungen, die mehr oder weniger seriös durchgeführt wurden.
Wie dies auch bei anderen Toponymen in Belgien der Fall ist, geht es bei der etymologischen Herkunft zumeist um die Wahl zwischen keltischer, germanischer oder lateinischer Herkunft. Da sich der belgo-römische Ortskern der Stadt auf einer leichten Anhöhe befand, wird in der gegenwärtig bevorzugten etymologischen Theorie heute das keltische Wort „tur“ für deutsch „Höhe“ als der Ursprung des Ortsnamens angesehen. Des Weiteren existiert in der Schottisch-gälischen Sprache noch das Wort „tùr“ für deutsch „Turm“, einem Bauwerk, das meist höher als breit ist und oft als Ausguck benutzt wird.
Während die aktuelle toponymische Forschung weitgehend wissenschaftlicher Natur ist, wurde sie in der Vergangenheit auch von einem politischen Diskurs gestützt. Im Fall von Tournai zum Beispiel wurde eine mythische Etymologie, die sich auf die legendären Ursprünge der Stadt beziehen, erstmals im 12. Jahrhundert in den politisch-religiösen Anspruch des Bistums Tournai, (lat. Dioecesis Tornacensis, franz. Diocèse de Tournai) eingeschrieben, die völlig unabhängig von der des Bistums Beauvais (lat. Dioecesis Bellovacensis, franz. Diocèse de Beauvais) war. Das „nationale Erwachen Belgiens“ zu Beginn des 19. Jahrhunderts ermutigte in der Folge auch lokale Intellektuelle, die Herkunft der Stadt und ihren Namen in Frage zu stellen.
Was die offizielle Schreibweise des Ortsnamens Tournai anbetrifft, so weicht diese gelegentlich von der mittelalterlichen Schreibweise Tournay oder der lateinischen Variante Tornacum ab, insbesondere dann, wenn es darum geht, den Namen der Stadt Tournai mehr oder weniger künstlich altern zu lassen. Dieses Phänomen findet sich sowohl in der Welt der Vereine als auch im Handel, wie z. B. bei Antiquitätenhändlern, der Biermarke Tournay Blonde dem gleichnamigen Mittelalterspiel Tournay (Spiel) und – nebenbei bemerkt – auch bei Autohändlern wieder.

## Historische Entwicklung der Rechtschreibung
Die Entwicklung der Schreibweise des Ortsnamens ist ein Phänomen, das mit den demographischen, politischen und sozialen Veränderungen korreliert, die die Stadt Tournai in ihrer Vergangenheit durchlaufen hat.

## Antike und Frühmittelalter: Turnaco, Turnacum, Tornacum, Turnacensium

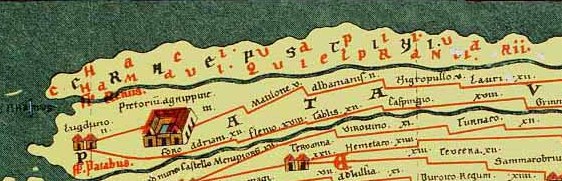
Ausschnitt aus der Tabula Peuteringeriana (Kopie von Konrad Miller, 1887–1888)

Die älteste Erwähnung von Tournai findet sich im Itinerarium Antonini, das ins 3. Jahrhundert datiert wir, hier wird Turnacum genannt. In der Tabula Peutingeriana aus der 2. Hälfte des 4. Jahrhunderts, ist der Ort als Poststation unter dem Namen Turnaco verzeichnet. Hier kann man neben dem Rhein (lateinisch Rhenus) und der Maas (lateinisch Fluvius Patabus) auch zahlreiche antike Städte wie Tournai (Turnaco) und Castellum Menapiorum (Cassel) sehen.
Unter Diokletian wurde das Verwaltungszentrum der römischen Menapier (Civitas Menapiorum) von Castellum Menapiorum (Cassel) nach Tournai verlegt. Der Name der Civitas (deutsch, „Bürgerschaft“) lautete ab dann Civitas Turnacensium. Gleichzeitig erwähnte die Notitia dignitatum (in partibus occidentis, deutsch: im Teil des Westens) das Vorhandensein einer turnacensische Garnison (Numerus Turnacensium), die in Portus Lemanis (heute Lympne bei Dover in England) stationiert war. Ein Abriss der Topographie Galliens in lateinischer Sprache mit dem Titel Notitia Galliarum vom Ende des 4. Jahrhunderts bezieht sich dabei auch auf einen Procurator gynaecii einer kaiserlichen Fabrik für militärische Ausrüstung in der Civitas tornacensis, die selbst in Belgien an zweiter Stelle stand.
Eine Version mit einem “h” existierte auch beim mittelalterlichen Chronisten Gregor von Tours, der heute als “Vater der Geschichte Frankreichs” gilt. Bei ihm wurden sowohl die Namen Thornaco und Thornacensis als auch Tornacum und Turnacensis verwendet.

## Spätmittelalter: Tornai, Tornay
Frédéric Hennebert wies darauf hin, dass die in den ältesten Unterlagen in romanischer Sprache in den Archiven der Stadt Tournai aus dem 13. Jahrhundert zu findende Schreibweise Tornai die am weitesten verbreitete ist. Das älteste Dokument in romanischer Sprache, das von ihm gefunden wurde, ist eine Urkunde aus dem Jahr 1223 und beginnt wie folgt: Dies ist einerseits ein Einblick in die Zukunft und die Herrlichkeit von Tornai, […].
Die Analyse der übrigen romanischen Dokumente desselben Repositoriums zeigte, dass die Schreibweise Tornai im 13. Jahrhundert weit verbreitet war und fast unveränderlich verwendet wurde. Er fügt jedoch in einer Fußnote hinzu, dass auch die Schreibweise Tournai verwendet wurde, insbesondere in einem Testament aus dem Jahr 1200, und dass er darin nur einmal die Verwendung eines “y” finden konnte.

## Neuere Zeiten: Tournay, Tournaÿ
Entsprechend einer Studie des Archivs der Stadt Tournai stellte Frédéric Hennebert fest, dass das “y” das “i” ab Ende des 13. Jahrhunderts ersetzte.

## Zeitgenössische Zeit
Das Land von Tournai oder Tournaisis
Die Tournaisis, das heißt das Land von Tournai, wurde im Laufe der Jahrhunderte in ein mehr oder weniger großes Gebiet umgewandelt und kannte daher verschiedene Schreibweisen. Sein Ursprung ist gallo-römisch und steht im Zusammenhang mit dem Konzept des Pagus (lat., „Flur, Gau“, pl. pagi) oder des Landes, das sich auf eine gallo-römische Gebietseinheit bezieht, die niedriger war als die der civitas (deutsch: halbautonome Verwaltungseinheit der mittleren Ebene) und dann im Mittelalter eine territoriale Unterteilung (nahe dem heutigen Kanton) besaß, die oft in einen Landkreis integriert wurden.
Der Begriff Pagus wurde bis ins 10. Jahrhundert hinein verwendet: nacheinander Pagus Tornacensi, Pagus Turnacense, Pagus Tornacinse, Pagus Tornacensis und Pagus Tornacense.
Auch wenn sich die Schreibweise heute gefestigt hat, ist es Realität, dass die Bezeichnung, die der Name abdeckt, so unscharf ist wie seine Grenzen, da er sich sowohl auf die Gesamtheit von Tournai beziehen kann, d. h. die Gemeinde Tournai, als auch auf das recht große Gebiet des Intercommunale de Développement du Tournaisis (IDETA) mit seinen 24 Gemeinden: Antoing, Ath, Belœil, Bernissart, Brugelette, Brunehaut, Celles, Chièvres, Ellezelles, Enghien, Flobecq, Frasnes-lez-Anvaing, Hensies, Jurbise, Lens, Lessines, Leuze-en-Hainaut, Mont-de-l’Enclus, Pecq, Péruwelz, Rumes, Silly, Soignies und Tournai. In der Tat ließ man als touristische Trumpfkarte die betroffenen Gemeinden mit Ausnahme von Hensies, Jurbise, Lens und Soignies durch große Autobahnschilder mit der Aufschrift „Tournaisis“ kennzeichnen, bevor das Interkommunale Unternehmen zur Entwicklung von Tournaisis (IDETA) die Beschilderung ab Juni 2009 nach dem Konzept der „Picardie Wallonie“ (deutsch: „Westlicher Hennegau“) aktualisierte.

## Etymologische Theorien
Zusammenfassend lässt sich sagen, dass sich die neuesten etymologischen Forschungen auf keltische, gallische oder gallo-römische Ursprünge beziehen: Die Wurzel turno- bedeutet Höhe bzw. Anhöhe und das Suffix -acos wäre das etymologische Element, welches das Toponym Tournai erklärt. Ein früherer Einfluss wird jedoch von einigen Forschern wie dem belgischen Namensforscher und Paläografen Maurits Gysseling (1919–1997) verteidigt, der einen germanischen Ursprung vorschlägt oder Jean Loicq (* 1933), der radikal die vorkeltische Herkunft *tur- als Namen deutet.

### Keltische oder gallo-römische Herkunft

#### Turno- keltisch bedeutet Höhe
In einem Nachschlagewerk über das gallische Vokabular schreibt Xavier Delamarre dem Toponym Tournai zu, dass es direkt vom gallischen „turno-“ gleichbedeutend mit „Höhe“ abstammt. Jean Loicq identifizierte die gleiche keltische Herkunft „tur-“, was „natürliche Höhe“ bedeutet, von den Kelten aber später in „turno-“ umgewandelt wurde. Den Ursprung des Begriffs *tur- führte er auf ein unbekanntes präkeltisches Idiom zurück, das die Kelten angenommen und später das Suffix „-no“ angehängt hätten. Das gallo-römische Suffix „-âcum“ würde jedoch beweisen, dass das Toponym des lateinischen Ortsnamens „Turnâcum“ nicht für einen prähistorischen Ursprung gilt, da der Ortsname bereits zu Zeiten seines Ursprung *tur- genannt wurde.

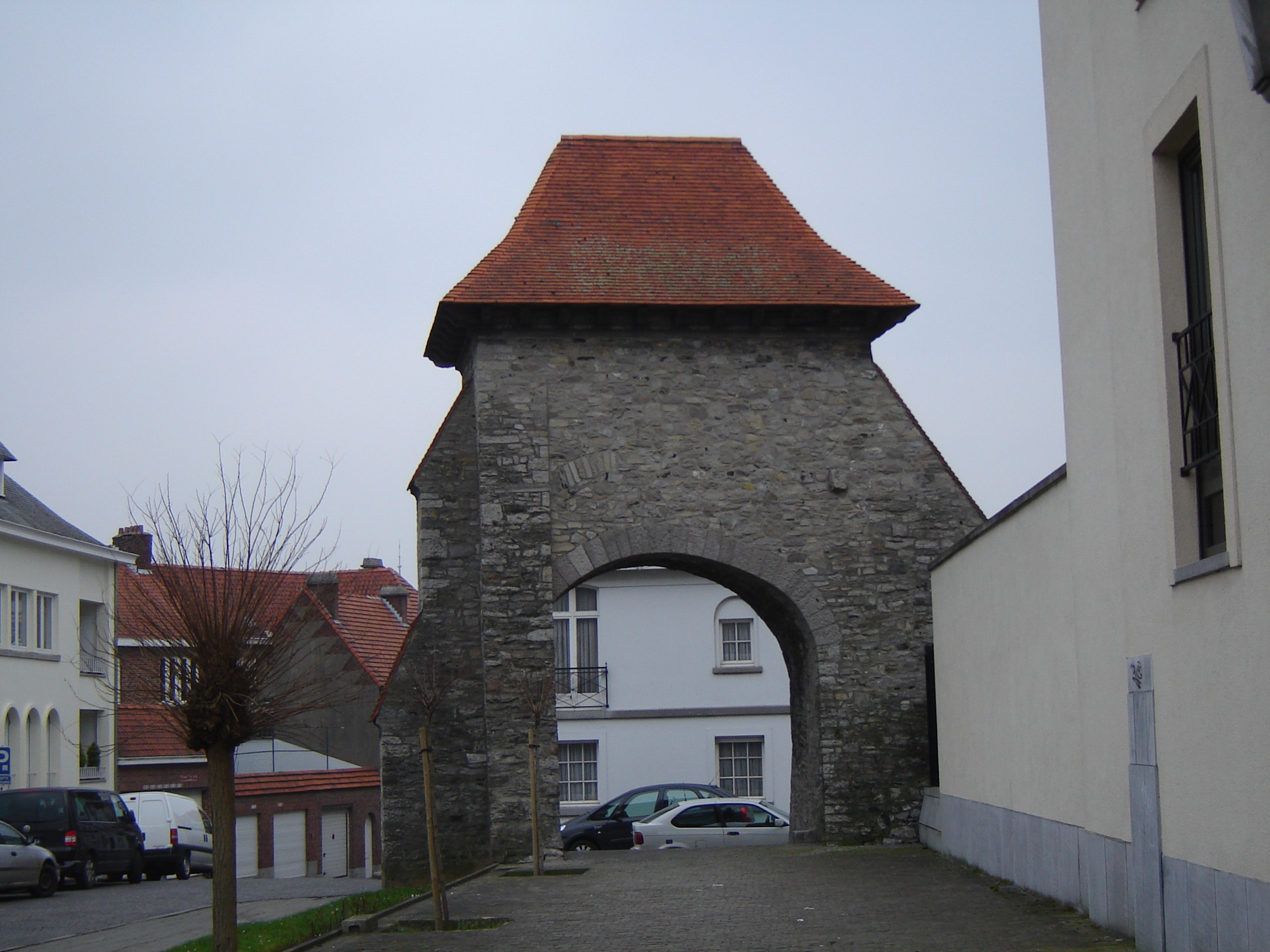
Tournai – Turm der Loucherie

Daniel Blampain (* 1946), der die Theorie von Delamarre weiterentwickelt hatte, erklärte, dass das lateinische Toponym „Turnacum“ aus dem keltischen Wort „tur-“ für „Höhe“ stammt und dass er auch für den Bezirk Loucherie in der Stadt Tournai gilt, in dem die ältesten Spuren menschlicher Präsenz in der Stadt gefunden wurden. Der Autor erinnerte sich auch an die Theorie von Maurits Gysseling, dass Belgien heute – mit Ausnahme der Ardennen – bereits vor der Ankunft der Römer teilweise germanisiert war, demzufolge prähistorische Toponyme von germanischen Einflüssen beeinflusst worden sein sollen.

#### Durnacus-Münzen (durnaciennes)
Die Herkunft der gallo-römischen Münzen, die mit dem Namen „DURNACUS“ geprägt wurden, war im 19. Jahrhundert Gegenstand einer Kontroverse zwischen jenen, die sie der Stadt Tournai zuschrieben und denen, die sie einer Stadt im Gebiet der Eburonen oder den Haeduern zuschrieben.

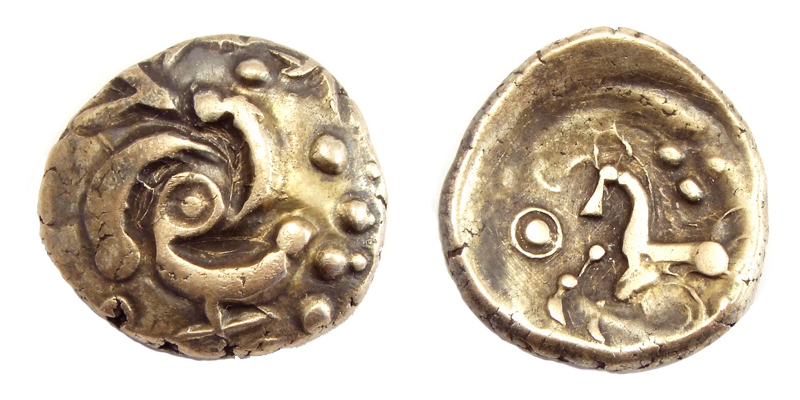
Goldstater der Eburonen mit Triskele auf der Vorderseite und keltischem Pferd auf der Rückseite

Ein Sammler und Numismatiker seiner Zeit, der Marquis Roger de Lagoy (1789–1860) schrieb diese Stücke Tournai zu, so wie er Verdun diejenigen mit dem Bildtext „VIRODU“ und den Eburonen solche mit dem Bildtext „EBURO“ zuordnete. Diese Art Klassifizierung entspricht dem fast einstimmigen Konsens in dieser Fragestellung, allerdings wären, sobald der Marquis de Lagoy die Hauptfundorte entdeckt hätte, gegenteilige Analysen erschienen. Tatsächlich fand man diese Stücke im Norden Galliens nur in sehr geringen Mengen, obwohl dort die Klassifizierung vorgenommen worden war. Die wichtigsten Entdeckungen wurden jedoch im Süden Galliens gemacht, wo sie in Massen vorkamen.
Jean-Baptiste-Bonaventure Roquefort nahm diese Theorie 1829 in seinem Etymologischen Wörterbuch der französischen Sprache wieder auf:

„Tournai, Stadt von Flandern. Von lat. Tornacum oder Turnacum, gebildet aus seinem belgischen Namen Dornick; die sich auf die Legende von Dornakos bezieht, die auf einigen antiken Silbermünzen in dieser Stadt gefunden wurden.“

In seiner Beschreibung über die gallischen Münzen in den Sammlungen der Königlichen Bibliothek Belgiens von 1846 verteidigt Adolphe Duchalais (1814–1854) die Idee, dass diese Münzen einem Ort namens Durnacus im Gebiet des keltischen Volksstamms der Eburonen zugeordnet werden sollten. Dabei weist er darauf hin, dass die Anhänge „dur“ und „acum“ in keltischen Begriffen äußerst verbreitet sind und Tournai keineswegs der einzige Ort in Gallien mit dem Namen „Tornacum“ oder „Durnacum“ sei, da „durum“ „Wasserlauf“ und „acum“ übersetzt „Wohnung“ bedeutet.

„In Durnacus pflegt man den alten Namen von Tournay der Hauptstadt der Nervier, zu erkennen; dann wären diese Münzen Zeichen eines Bündnisses dieses Volkes mit den Eburonen; die völlige Identität der Typen aber veranlasst Duchalais anzunehmen, dass ein Ort dieses Namens auch im Gebiete der Eburonen existiert haben möge, und macht dafür geltend, dass die Bedeutung des Wortes Durnac, Wohnung an fliessendem Wasser, eine häufigere Wiederkehr dieses Namens möglich mache. In der Tat führen noch mehrere Lokalitäten in Frankreich ähnliche Namen.“

In einem Artikel im 11. Jahrgang des Bulletins de la Société Historique et Littéraire de Tournai über gallo-römische Münzen, die Tournai zugeschrieben wurden, verteidigte Graf Georges Alexandre François de Nédonchel (1813–1903) die tournaisische Hypothese von dem, was er „einen neuen Angriff gegen die von uns verteidigte Meinung“ aus der Ausgabe 1863–1864 der französischen numismatischen Zeitschrift nannte.
Insbesondere argumentierte er, dass die Stadt Tournai alt ist und dass ihre Anführer Münzen prägen konnten, und wies darauf hin, dass die Gegner der tournaisischen Herkunft die Existenz eines Ortes namens Durnacum nicht nachweisen könnten und dass die Orte, an denen diese Münzen hergestellt worden sein sollen, kein Recht haben, dieses zu verlangen.
Er erkannte jedoch die Gültigkeit des wichtigsten Einwandes gegen die Tournai-Hypothese an, dass diese Münzen im zentralen Teil Galliens viel häufiger als in Nordfrankreich oder Belgien vorkämen. Jedoch berief er sich dabei darauf, dass Entdeckungen dieser Art in Belgien wegen der hohen Bodenfeuchtigkeit und wegen der Unterstützung vieler Intellektueller, die ursprünglich aus Tournai stammten, häufig schlecht erhalten und stark oxidiert waren.
Heute werden diese Münzen zweifellos dem Rhonetal (frz. Vallée du Rhône) zugeschrieben, und es besteht kein Zweifel, dass die Namen, die auf diesen Münzen stehen, die Namen der Führer sind, die ihre Ausgabe(n) unterstützt haben.

#### Keltisch „tur“ bedeutet „Turm“ und „ick“ bedeutet „Wasser“
Auf Grundlage von Grégoire de Rostrennens keltischem Wörterbuch verzichtete Chotin in seiner Etymologiearbeit von 1857 auf die germanische, zugunsten der keltischen Etymologie, auch wenn die etymologische Erklärung gleich blieb.

„Seine Etymologie stammt von den zwei keltischen Wörten tur für Turm und ick für Wasser ab, die Festung auf dem Wasser bzw. auf der Scald, lat. Scaldis, frz. l'Escaut, dt. Schelde bedeuten. (Siehe Rostrennen's Celtic Dictionnaire).“

Diese etymologische Theorie griff Amé François Joseph Bozière (1814–1873) in seinem Buch Tournai Ancien et Moderne 1864 auf.

„Der Name Tournai oder Tournay, weil beide so geschrieben werden, leitet sich von den keltischen Wurzeln tur für Turm und ick oder ac für Wasser ab. (Chotin, Études étymologiques sur les noms des villes, villages et hameaux de la province de Hainaut, deutsch: Etymologische Studien über die Namen von Städten und Dörfern in der Provinz Hennegau 1857). Von Tur-ick oder Tur-ac, was Turm oder Festung auf dem Wasser bedeutet, leiteten sich die lateinischen Namen Turnacum oder Tornacum ab, woraus Tornai in romanischer Sprache und schließlich Tournai (deutsch: veraltet Dornick bzw. Doornick in flämischer Sprache) entstand.“

### Römischer Ursprung

#### Turris Nervium, Turris Nerviorum und Turris Neronis
In seinem Buch Histoire de Tournai et du Tournésis (1840) erstellte Alexandre-Guillaume Chotin zwei Theorien über den lateinischen etymologischen Ursprung:

„Tournai war die Hauptstadt eines unabhängigen Staates, was heute eine unbestreitbare Tatsache ist. Was die Etymologie anbetrifft, so zeugen alte Überlieferungen davon, dass die Stadt, die durch die Plünderung der Römer und die Vertreibung ihrer Bewohner seit der Eroberung durch Julius Cäsar in den Ruin getrieben worden war, unter der Herrschaft Neros von einem Gouverneur namens Guntianus wieder instand gesetzt wurde. Er ließ dort einen Turm bauen, dessen Name “Turris Neronis” die Stadt annahm. Andere Historiker wiederum glauben, dass ein alter Turm ihr den Namen gegeben hatte, der mit dem Namen des Volkes verbunden war, dessen Hauptstadt sie war “Turris Nerviorum”.“

Wenn auch Chotin schnell jene Theorien widerlegte, die seiner Meinung nach die französische Aussprache des Namens seiner Zeit prägten, aber “Turnacum” oder “Tornacum”, die Namen, unter dem die Stadt ab der Mitte des 2. Jahrhunderts im Reich Kaiser Antoninus Pius bekannt war, nicht wiedergaben, war er der Ansicht, dass ein Name wie “Turris Neronis” dank der Nutzung durch die Römer wie z. B. bei “Aurelianum” (Orléans), “Aquae Sextiae” (Aix-en-Provence), “Colonia Agrippinae” (Köln), “Forum Julii” (Fréjus) oder “Caesarodunum” (Tours), erhalten geblieben wäre.

### Germanischer Ursprung

#### Vorfahren der Thüringer
In seinen “Bijdragen voor vaderlandsche geschiedenis en oudheidkunde (1842)” (deutsch: “Beiträgen zur Geschichte und Archäologie der Niederlande”) geht Nicolas Japikse (1872–1944) davon aus, dass der Name Tournai eine Abstammung vom westgermanischen Stamm der Thüringer (lat. Thuringi, Tueringi oder Thoringi) sei.

„Nachdem wir die Beweise mit Muller abgewogen haben, erscheint es uns nicht verwunderlich, dass die Thüringer zum Zeitpunkt der Invasion Belgiens durch die Franken als Mitglieder dieses Bundes mitgeschleppt und dort allmählich integriert wurden. (In “Turnhout”, “Tournay” oder “Doornik”, “Dour”, gibt es möglicherweise noch einen Hinweis auf ihren Namen, obwohl man nicht sicher sein könne, und das berühmte Schloss der fränkischen Könige, Dispargum (siehe hierzu ) befand sich auch in ihrem Hoheitsgebiet.)“

C. Van der Elst spricht in einem Artikel mit dem Titel “Notice ethnographique” (deutsch: “Ethnographische Mitteilung”), in dem er die germanischen Ursprünge des belgischen Volkes aufzeigt, auch davon, dass die Thoringi (Thüringer) die Nation sind, die Belgien bevölkert haben, erklärt aber die erste Teilung, die unter ihnen stattfand und die insbesondere die Menapier (lat. Menapii) hervorgebracht haben:

Das römische Gallien und rechtsrheinische Germanien (Tenkterer und Usipeter) um das Jahr 70 n. Chr.

„Südlich der Rheinteilung finden wir die ursprünglich etablierten Menapier. Die Tenkterer (lat. Tencteri) und die Usipeter (lat. Usipetes, Usipii), d. h. die von Dechteren und Weesep vertrieben sie aus ihren Häusern und trieben sie zurück über die Schelde, wo sie sich bereits niedergelassen hatten. Cäsar kannte sie dort; die ersten Jahrhunderte des Mittelalters werden sie dort noch erwähnt, und Menin erinnert uns an ihren Namen, der nach Alting Partner, Verbündete bedeutet. Topographische Namen wie Gent und Doornik bildeten sich in der Nähe von Flüssen, wie die Geschichte es im Fall von Gendringen, Dornick, Ginderich und Doornik zeigt. – (Siehe ALTING, Notitia, vox Menapii).“

#### Deutsche oder germanische Etymologie
Etymologischen Theorien zufolge, die einen deutschen (d. h. germanischen) Ursprung bevorzugen, würde Tournai von Dornyk oder Doornyk abstammen, allerdings ist seine Deutung nicht einstimmig. Um 1797 leitete Grigny Tornacum vom germanischen Wort „Dorn“ ab, was „Berg“, „Hügel“, „Landhebung“ oder „Grab“ bedeutet, während Wächter 1737 erwähnte, dass das germanische Wort „Berg“ bedeutet, ein sehr altes Wort sei und es in allen Sprachen, sowohl im Morgen- als auch im Abendland, zu finden wäre.
So erklärte Adrien Alexandre Marie Hoverlant de Beauwelaere 1805, dass Doornyk „Hier ist die Landenge“ in Deutsch bedeutet und Ursprung der Tatsache sei, dass die Stadt sich nur auf einer Seite der Schelde entwickelt hätte und dass sie von einem Graben umgeben war, der wahrscheinlich mit Wasser gefüllt war.
Chotin positionierte sich 1840 zunächst auch für diese Theorie, favorisierte ab 1857 jedoch die Variante der keltischen Etymologie:

„...denn Tournai verdankt seinen Namen einer Brücke über die alte Schelde. Tatsächlich bedeutet ‚Dur‘ oder ‚Tur‘ in Deutsch so wie das griechische Wort ‚thùra‘ als auch das niederländische und flämische Wort ‚deur‘, eine ‚Tür‘, ein ‚Durchgang‘ und im weiteren Sinne eine ‚Brücke‘; und ‚ac‘, ‚aek‘, ‚yk‘ bedeutet Wasser. So bedeutet ‚Tur-in-ac‘ und durch Synkope „Turnac“, das Studien zufolge wie „Deurnyk“ ausgesprochen wird und „porte-sur-eau“ (deutsch: „Tor über dem Wasser“) bedeutet.“

### Anekdotische Theorien
- Namensherkunft aufgrund einer Vielzahl an Türmen:

In seiner „Histoire générale de Pays-Bas“, (deutsch: „Allgemeinen Geschichte der Niederlande“) schlug Jean-Baptiste Chrystin 1743 vor, dass Tournai seinen Namen den vielen Türmen verdankt, die dort zu der Zeit zu sehen waren, als die Stadt in der Antike Hauptstadt des belgischen Volksstamms der Nervier (lat. Nervii, franz. Nerviens) war.
Adrien Alexandre Marie Hoverlant de Beauwelaere gab diese Meinung weiter und schrieb 1805, dass nach Ansicht einiger Leute „Tournay“ seinen Namen aufgrund der großen Anzahl an Türmen in der Stadt “Tornacum” seinen Ursprung haben würde. Er hält diese Hypothese jedoch für unwahrscheinlich.

## Entwicklung der Aussprache

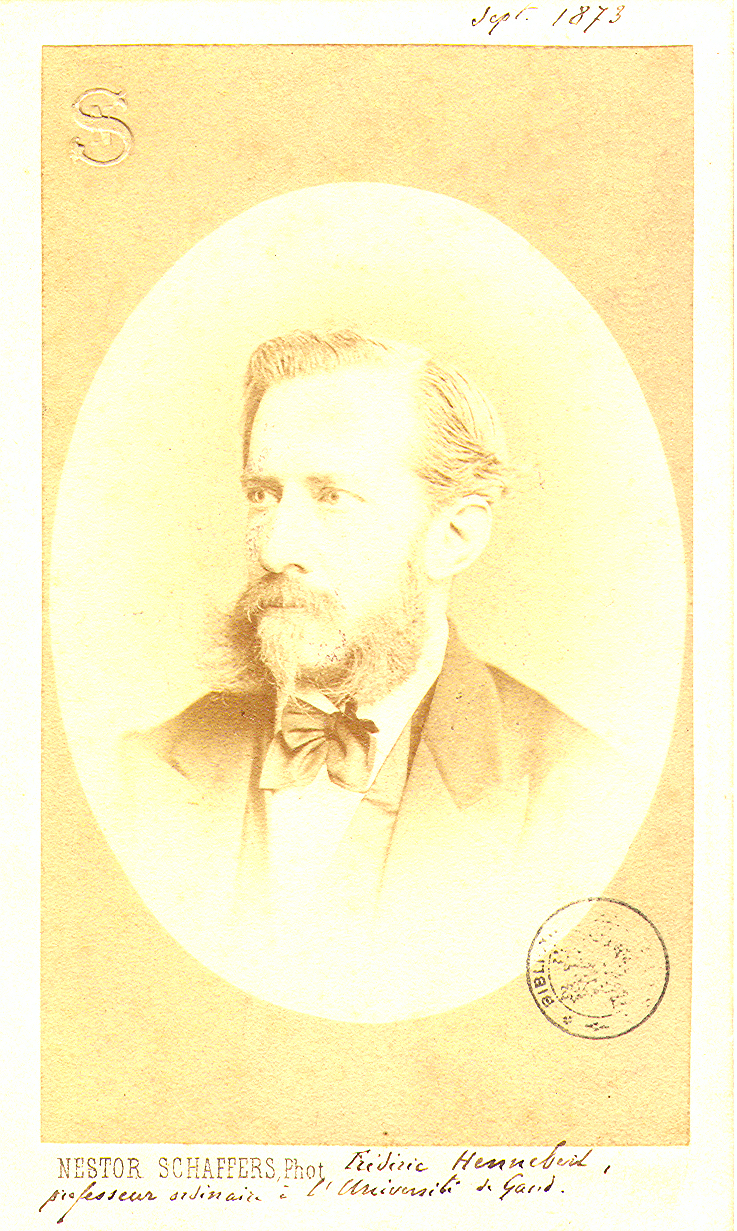
Frédéric Hennebert

Die Aussprache scheint von den verschiedenen Autoren nicht ausführlich diskutiert worden zu sein, denn nur Frédéric Hennebert (1837–1873) hatte sich mit diesem Thema beschäftigt, indem er sich auf die Aussprache der mittelalterlichen Schreibweise „Tornai“ konzentrierte. Nachdem er betont hatte, dass die Orthographie des 12. Jahrhunderts eine sehr einfache gewesen sei, entwickelte er die Idee, dass das „ai“ am Ende von „Tornai“ weder ein „zusammengesetzter Vokal“ noch ein Diphthong wäre, da dieses Konzept damals unbekannt war und zwei Vokale getrennt ausgesprochen wurden.
Hennebert nannte einige Beispiele, wie die Rechtschreibung der Verben „traire“ (deutsch: melken), „trahir“ (deutsch: verraten), oder „laic“ (deutsch: Laie) des Substantivs „laïc“, wonach er die Idee verteidigte, dass „Tornai“ in drei Silben „Tor-na-i“ ausgesprochen würde. Anschließend führte er, wie er es nannte, ein schlüssigeres Argument an, indem er die „Chronique rimée“ des Chronisten und Bischofs von Tournai aus der Zeit um 1242 Philippe Mouskes zitierte.

„Tornai fut d'ancisserie
Dame de si grant signorie
Dame de si grant seuretés
Qu'ot VI vint catiaus que cités.“

Die Verse sind nur unter Beachtung der Verslehre der Achtsilbler regelmäßig und „Tornai“ würde sich dann aus den drei Silben „Tor-na-i“ zusammensetzen. Nach den geltenden orthographischen Regeln für mittelalterliche Texte wäre es erforderlich, einen Umlaut auf dem Vokal „i“ in Form eines i-Umlauts zu verwenden, um damit die getrennte Aussprache (Diärese) zweier aufeinander folgender Vokale zu kennzeichnen.
In der Landessprache der „Tournaisiennes“ wird Tournai derzeit wie im Französischen ausgesprochen, aber Frédéric Hennebert betonte 1853, dass "es möglich wäre, den sehr geschwächten Klang des Diphthong „aï“ von Tournai wieder im Dialekt zu finden".

### Onomastik, Toponymie, Anthroponymie und Historiographie

#### Chronologie der Veröffentlichungen zum Thema (unvollständig)
- 1805: Adrien Alexandre Marie Hoverlant de Beauwelaere (Autor): Essai chronologique pour servir à l'histoire de Tournay.
- 1829: Jean-Baptiste-Bonaventure de Roquefort (Autor): Dictionnaire étymologique de la langue françoise Band II.
- 1840: Alexandre-Guillaume Chotin (Autor): Histoire de Tournai et du Tournésis.
- 1853: Frédéric Hennebert (Autor): Essai historico-philologique sur le nom de Tournai in Mémoires de la Société historique et littéraire de Tournai Band I.
- 1857: Alexandre-Guillaume Chotin (Autor): Mémoire sur l'étymologie historique et l'orthographe des noms des villes, bourgs et hameaux de la province de Hainaut in Mémoires et publications, II² série, Band IV.
- 1864: Aimé-François-Joseph Bozière (Autor): Tournai Ancien et Moderne
- 1997: Daniel Blampain (Autor): Le français en Belgique[54]
- 2003: Jean Loicq (Autor): La toponymie ou science des noms de lieux. Son application au patrimoine celtique de l'Ardenne, In Folia Electronica Classica n° 5.[55]
- 2003: Xavier Delamarre (Autor): Dictionnaire de la langue gauloise[56]
- 2005: Jean-Jacques Jespers (Autor): Dictionnaire des noms de lieux en Wallonie et à Bruxelles[57]
- 2009: Isabelle Glorieux (Autor): Tournai, une ville fondée par un soldat de Tullus Hostilius ? À propos des origines légendaires de la cité des Cinq clochers, In: Folia Electronica Classica n° 8.[58]

### Streit um„i“oder„y“(Abschließend)
Während des 19. Jahrhunderts trafen zwei Lager beim Streit, wie der Name der Stadt zu schreiben sei, entweder „Tournai“ oder „Tournay“, aufeinander. Der Streit schien einen ziemlich lebhaften Verlauf genommen zu haben, Frédéric Hennebert stellte das Ende des Namens mit „y“ als eine seltsame und bizarre Neographie dar, die dazu berufen sei, zukünftige Philologen mit einem Bündnis aus Ignoranz, Unaufmerksamkeit und Launen zu quälen, selbst wenn er annimmt, dass die Anhänger des „y“ immer seltener werden. Hennebert verteidigte die Endung „ai“, weil sie die alte Endung „acum“ für alle anderen Toponyme abgelöst hat. Ihm zufolge begann das „y“, das letzte „i“ vom Ende des 13. Jahrhunderts zu verdrängen, und die Begeisterung für diese Schreibweise stieg noch bis zum Ende des 17. Jahrhunderts an.
Noch heute kommt es vor, dass die Schreibweise Tournay gewählt wird, um dem Namen einen alten Charakter zu verleihen. Ein gutes Beispiel hierfür ist die Brasserie de Cazeau, die nach einem alten Bierrezept der Abtei Saint-Martin de Tournai ihr Bier „Tournay“ nennt. Im inoffiziellen Sprachgebrauch wird als Abkürzung des Städtenamens Tournai „TY“ verwendet, was als „t – i“ ausgesprochen wird.

### Genese der sprachlichen Grenze zwischen gallorömischen und germanischen Sprachen
Die toponymische Forschung von Tournai greift das Problem der Sprachgrenze und den damit verbundenen historisch-politischen Diskurs auf. In diesem Zusammenhang stellten sich während der toponymischen Studien mehrere historische Fragen:
- Mobilität der Sprachgrenze: Kann Tournai ein deutsches Toponym auf römischen Boden sein?
- Germanität einiger belgischer Stämme: War Tournai im Land der Menapier oder der Nervier und war die Sprache dieser Stämme germanisch oder keltisch?
- Einfluss der germanischen Invasionen: Wenn das Toponym germanischen Ursprungs ist, entstand es während der römischen Besetzung oder nach der Ankunft der Franken?

Die Bearbeitung einiger dieser Fragen wurde in der Vergangenheit durch den Einfluss eines romantischen Nationalismus verzerrt und konnte erst seit Beginn des 20. Jahrhunderts durch Studien überprüft, korrigiert und im Anschluss wieder entzerrt werden. Adriaan Hendrik Bredero (* 1921) zitierte insbesondere die umstrittene These des deutschen Historikers Franz Petri, der mit seinen Recherchen nachweisen wollte, dass die Sprachgrenze aus der fränkischen Besetzung der südlichen Niederlande und Frankreichs stammte.
Zum einen, weil die von Petri unterstrichenen Toponym-Suffixe als Folge der fränkischen Invasionen durch Walther von Wartburg identifiziert wurden und andererseits, weil Charles Verlinden erklärte, dass die Sprachgrenze erst einige Jahrhunderte später wirklich zu existieren begann und dass die Gebiete nördlich der genannten Grenze im 5. Jahrhundert fast unbewohnt waren.
Zu den Studien, die dem 20. Jahrhundert vorausgegangen waren, gehörte das Buch „Mémoire sur la démcation des langues flamandes et wallonnes d'une partie de la Belgique“, das 1807 von Jean-Joseph Raepsaet veröffentlicht worden war.
Während der Autor die Debatte über die germanischen oder gallischen Ursprünge der belgisch-gallischen Stämme sowie die Kolonisation der Länder der Nervier durch Südgallier beschreibt, konzentrierte er sich auch auf die Debatte über die Originalsprache des „Volks“ der „Tournaisiennes“ und auf die Debatte über die Herkunft der Menapier und der Nervier in der Stadt. Er erklärte daher, dass es seiner Meinung nach sehr wahrscheinlich sei, dass die Stadt, unabhängig von der Herkunft und Sprache der ersten Tournaisiennes, während der mehr als fünf Jahrhunderte dauernden römischen Herrschaft latinisiert wurde. Laut Raepsaet wäre diese Latinisierung also der Ursprung der romanischen Dialekte der flämischen Kastellanei, die die Tournaisis war, und vergleicht diese Hypothese mit der Französisierung Flanderns nach der Eroberung dieser Provinz durch Ludwig XIV.